# Segafredo
Segafredo Zanetti – marka kaw produkowanych w rejonie Bolonii we Włoszech przez firmę Massimo Zanetti Beverage Group, założoną w 1973 r. przez Massimo Zanettiego. Kawy Segafredo powstają w palarni w Sesto di Rastignano. Obecnie zasięg marki obejmuje ponad 20 państw świata.

## Sponsoring
Marka reklamowała się w różnych okresach w Formule 1 na samochodach Toleman, Williams i Renault. Pojazdy sponsorowane przez Segafredo wygrały 14 wyścigów. Williams, sponsorowany przez Segafredo, zdobył tytuł mistrza świata konstruktorów F1 w sezonie 1994.